# Štefan Tiso
Štefan Tiso (ur. 1897, zm. 24 marca 1959 w Leopoldovie) – słowacki prawnik i polityk, w latach 1944–1945 premier Pierwszej Republiki Słowackiej.

## Życiorys
Urodził się w 1897 roku. Był kuzynem Jozefa Tiso.
Swoją karierę polityczną związał z Słowacką Partią Ludowa Hlinki – Partią Słowackiej Jedności Narodowej. 5 września 1944 objął urząd premiera Słowacji, zastępując na stanowisku Vojtecha Tukę, również polityka HSĽS-SSNJ. Obowiązki pełnił do 3 kwietnia 1945, był ostatnim premierem Pierwszej Republiki Słowackiej. W swoim rządzie kierował także resortami spraw zagranicznych i sprawiedliwości. Był również prezesem Sądu Najwyższego Słowacji.
Po wojnie osądzony przez sąd w Bratysławie i skazany na 30 lat pozbawienia wolności, zmarł w więzieniu w Leopoldovie 24 marca 1959.